# Ill Manors (film)
Ill Manors – brytyjski kryminał z 2012 roku w reżyserii Bena Drew.

## Obsada
- Riz Ahmed jako Aaron
- Ed Skrein jako Ed
- Keith Coggins jako Kirby
- Lee Allen jako Chris
- Nick Sagar jako Marcel
- Ryan De La Cruz jako Jake
- Anouska Mond jako Michelle
- Mem Ferda jako Vladimir
- Nathalie Press jako Katya
- Martin Serene jako Wild Bill
- Sean Sagar jako Freddie
- Georgia Farthing jako April
- Dannielle Brent jako Jo
- Eloise Smyth jako Jody
- Clara Castaneda jako Chanel
- Neil Large jako Terry
- Lee Whitlock jako Vince
- Jo Hartley jako Carol
- Finbar Fitzgerald jako Callum
- John Cooper Clarke jako on sam
- Ben Drew jako kierowca taksówki (cameo)

i inni.

## Fabuła
Film opowiada o życiu przestępczym niewidocznym dla zwykłych ludzi toczącym się na ulicach Londynu. Historie wielu brytyjczyków przeplatają się i pokazują, że każde, błahe nawet, zdarzenie ma swój, często tragiczny, skutek.